# Gunnar Andersen
Gunnar Tycho Langhof Andersen (12 de maio de 1911 — 13 de novembro de 1981) foi um ciclista dinamarquês.
Andersen foi um dos atletas que representou o seu país nos Jogos Olímpicos de 1932, em Los Angeles. Ele competiu na prova de estrada e terminou em décimo oitavo.